# 双塘镇 (金溪县)
双塘镇，是中华人民共和国江西省抚州市金溪县下辖的一个乡镇级行政单位。

## 行政区划
双塘镇下辖以下地区：
建屏社区、双塘村、柏林村、对塘村、乌石村、艾家村、古圩村、官边村和竹桥村。

## 中国传统村落
2012年，竹桥村被评为首批“中国传统村落”。